# کانتون مرا
کانتون مرا (به اسپانیایی: Cantón Mera) یک منطقهٔ مسکونی در اکوادور است که در Pastaza Province واقع شده‌است.